# Milan Nápravník
Milan Nápravník (* 28. Mai 1931 in Německý Brod, Tschechoslowakei; † 27. Oktober 2017 in Köln) war ein tschechischer Lyriker, Dramatiker, Hörspielautor, Essayist, Maler, Photograph, Assemblage- und Inversagekünstler.

## Leben
Er studierte an der Filmakademie Prag und leistete Redaktionsarbeit im Tschechoslowakischen Fernsehen. Dort wirkte er an der Gründung des Večerníček mit, ein bis in die Gegenwart beliebtes Abendfernsehformat für Kinder.
Mitte der 1950er bis Mitte der 1960er Jahre trat er als Mitglied der illegalen Prager Surrealistengruppe hervor. Nach der gewaltsamen Beendigung des Prager Frühlings im August 1968 verließ er die Tschechoslowakei noch im selben Monat und lebte nach Aufenthalten in Berlin und Paris seit 1970 in Köln. Von hier aus beteiligte er sich weiterhin an surrealistischen Aktivitäten, u. a. als Mitorganisator der Ausstellung »Imagination« gemeinsam mit dem Publizisten Heribert Becker 1978 im Museum Bochum.
Milan Nápravník publizierte in Deutschland, Frankreich und schließlich auch wieder in Tschechien. 1997 erhielt er den Woldemar-Winkler-Kunstpreis. Nápravník lebte zuletzt abwechselnd in Köln und Prag.

## Werke
In deutscher Übersetzung sind erschienen:
- Kassiber, übersetzt von Konrad Balder Schäuffelen und Tamara Kafková, Suhrkamp 1969
- Beobachtungen des stehenden Läufers, übersetzt von Peter Urban, Suhrkamp 1970
- Der Wille zur Nacht, übersetzt von Milan Nápravník und Heribert Becker, Literarisches Colloquium Berlin, 1980
- Am Ufer. Surrealistische Protokolle, übersetzt von Milan Nápravník und Heribert Becker, Karin Kramer, 2006